# Charaxes eurialus
Espèce
Charaxes eurialus est une espèce d'insectes lépidoptères  appartenant à la famille des Nymphalidae, à la sous-famille des Charaxinae et au genre Charaxes.

## Dénomination
Charaxes  eurialus a été nommé par Pieter Cramer en 1779.

## Description
Charaxes eurialus est un grand papillon marron foncé presque noir aux ailes antérieures concaves ornées d'une bande transversale jaune et aux ailes postérieures avec une queue, une bande marginale blanche, une ligne submarginale de taches noires pupillées de blanc puis une bande bleue.

## Écologie et distribution
Il est présent en Indonésie à Ambon, Serang et Saparua.

### Protection
Pas de protection : il est en vente libre sur internet.